# Торбан (товариство)
«Торбан» («Теорбан», за твердженням Л. Мазепи) — перше українське музичне товариство у Галичині, засноване у Львові Анатолем Вахнянином, діяло впродовж 1870—1871 рр.
Товариство «Торбан» мало на меті розвивати українську музичну культуру шляхом організації концертів та музичної школи. Основою товариства був хор, в якому, зокрема, співав знаменитий згодом український оперний співак Олександр Мишуга, при ньому створено інструментальний гурток, в якому хористи навчалися грі на музичних інструментах. З огляду на недостатність коштів і приміщення для репетицій (хор збирався у квартирі А. Вахнянина) діяльність товариства невдовзі занепала.